# Brisbane Lions

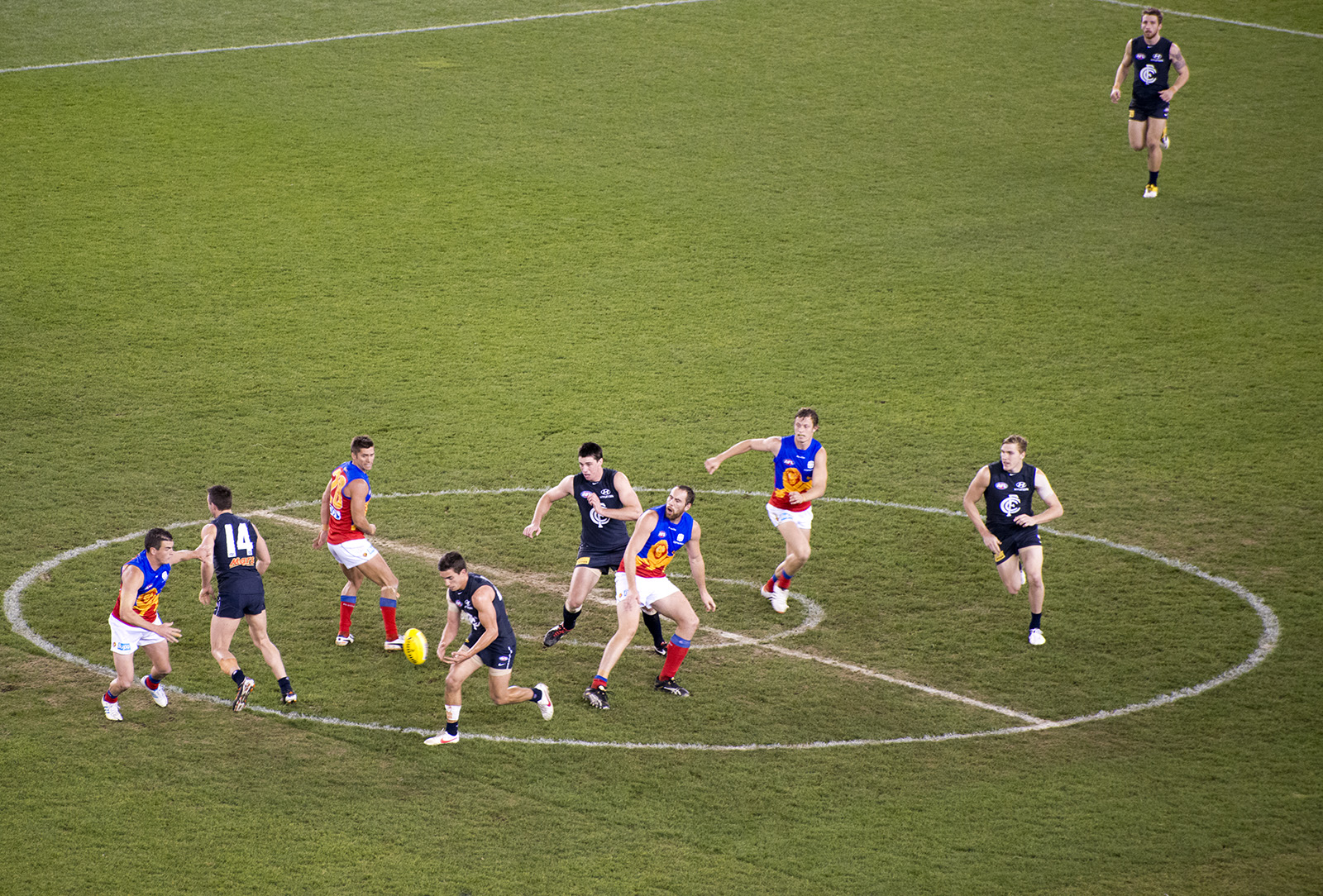
Die Brisbane Lions (blau-rote Trikots) im Spiel gegen die Carlton Blues.

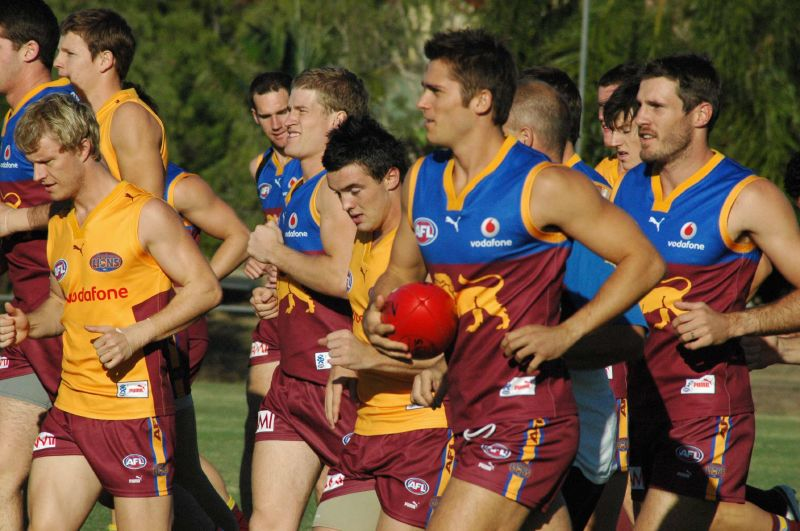
Die Brisbane Lions im Trainingsbetrieb.

Der Brisbane Lions Australian Football Club, kurz Brisbane Lions, ist ein Australian Football Team aus Brisbane, welches seit 1996 in der Australian Football League spielt. Die Lions entstanden aus der Fusion der Fitzroy Lions und der Brisbane Bears und spielen derzeit im Brisbane Cricket Ground. Die Lions zählen zu den erfolgreichsten Clubs des 21. Jahrhunderts. Die Vereinsfarben sind Kastanienbraun (maroon), Blau und Gold.

## Geschichte
Die Vorgängervereine der Lions standen am Ende der Saison 1996 finanziell vor dem Ruin. Die Brisbane Bears feierten dennoch einen Erfolg mit dem Einzug ins Halbfinale, während die Fitzroy Lions am unteren Tabellenende rangierten. Eine Fusion der Lions mit North Melbourne wurde von den Vereinen der AFL abgelehnt, so dass die Brisbane Bears als einziger Fusionspartner in Frage kamen. Am 1. November 1996 wurden die Brisbane Lions schließlich gegründet und nahmen 1997 erstmals am Ligabetrieb teil.
Nach einer erfolgreichen Premierensaison mit dem achten Tabellenrang und dem Einzug in die Play-offs, wo bereits in Runde eins gegen die St Kilda Saints Schluss war, folgte eine schwache Spielzeit mit dem Wooden Spoon als Tabellenletzter. Die nächsten Jahre waren von einer stetigen Leistungssteigerung geprägt und erreichten ihren vorläufigen Höhepunkt im Erreichen des ersten Grand Finals 2001. Hier wurden die Essendon Bombers besiegt und damit der erste Titel der Lions gewonnen. 2002 konnte der Titel erfolgreich verteidigt werden, als die Lions die Collingwood Magpies besiegten. Ein Jahr später folgte der dritte Titel in Serie, abermals durch einen Finalsieg über die Collingwood Magpies. Damit waren die Lions erst das vierte Team, welches drei Jahre in Folge Titelträger der AFL war. 2004 folgte ein weiteres Grand Final, welches jedoch gegen Port Adelaide Power verloren wurde.
In den folgenden Jahren konnten die Erfolge nicht wiederholt werden, stattdessen rutschten die Lions ins untere Tabellendrittel ab. Erst 2009 gelang der erneute Einzug in die Play-offs, wo man jedoch im Halbfinale gegen die Western Bulldogs ausschied. Anschließend folgten weitere Jahre im unteren Tabellendrittel, 2011 erreichten die Lions nur Rang 15 und damit ihr schlechtestes Saisonergebnis seit dem Wooden spoon 1998. 2015 und 2016 schrammte man mit Tabellenplatz 17 abermals nur knapp am "Holzlöffel" vorbei, den man 2017 schließlich "gewann".
2019 gelang die Rückkehr in die Spitzengruppe der AFL mit dem zweiten Platz in der Regular Season, den man auch 2020 erreichte. Im Jahr 2023 gelang den Lions der Einzug ins Grand Final. 2024 gewannen die Brisbane Lions das AFL Grand Final gegen die Sydney Swans. 

## Erfolge
- Meisterschaften (4): 2001, 2002, 2003, 2024
- Vize-Meisterschaften (2): 2004, 2023